# Mai Jamaneová
Mai Jamaneová (japonsky 山根 麻衣, 山根 麻 以, anglicky také Mai Yamane, * 9. říjen 1958, Izumo (出 雲 市), Japonsko) je japonská jazzová a bluesová zpěvačka, která vytvořila spolu s Joko Kannoovou soundtrack k anime Cowboy Bebop.

## Kariéra
Působí od roku 1980. Začínala v japonské soutěži pro mladé zpěváky a šest měsíců po ní vydala první album. Jistý čas účinkovala v japonské popové kapele Fence of Defense. Hostovala na mnoha albech různých umělců. V roce 1993 vydala s Kubota Haru společné album s názvem Yamane Mai & Kubota Haruo Unit.
Do roku 1995, kdy vznikla formace New Archaic Smile, vydala alba jako The Day Before Yesterday (1984), Flying Elephants (1985), Embassy (1986), Woman Tone (1988) a 1958 (1989).
20. 6. 2007 vystoupila Mai Jamaneová v Soulu, jako členka týmu Joko Kannoové. Byl to její první zahraniční koncert po pěti letech od jejího posledního vystoupení v Paříži (2002).

## New Archaic Smile
Kapela New Archaic Smile je japonská hudební skupina, kde působí Mai Jamaneová jako vokalistka. Filozofií této skupiny je přinést trochu úsměvu do světa 21. století.
Kromě Mai zde účinkují i další dva členové rodiny Jamaneů, např. Maiina sestra Eiko Jamaneová a bratr Satoru. V roce 1997 vznikl projekt Fucuu no Uta ve spolupráci s Džun Čikumaovou (jap. 竹 間 淳). Po něm vznikly ještě další tři projekty: Kin ale himo (2001), Jasašii kimoči (2003) a Jakitori no uta (2004).

## Vokály (anime)
Cowboy Bebop OST:
- Want It All Back
- Pushing The Sky
- The Singing Sea
- Rain (Demo verze)
- Do not bother None
- See You Space Cowboy
- Blue – Závěrečná píseň poslední epizody
- Mushroom Hunting – LIVE verze
- Gotta Knock a Little Harder
- The Real Folk Blues – Závěrečná píseň

Black Jack OST:
- Invisible Love

Mirage of Blaze OST:
- Vision of Flames
- Tears of Indigo (se Suzi Kim)
- Blaze 2002

Macross Plus OST:
- After in the dark - Torch song (s Gabrielou Robin)

Vision of Escaflowne OST:
- If You

Elegant World OST:
- Look It Up
- Bad Boyz
- Time Doing Time

Mai Jamaneová vystupovala v roce 2002 v Paříži a také na NGO Global Village během Expo 2005 v Aiči, Japonsko.